# Johannes Walterscheid
Johannes Walterscheid (* 20. Juni 1881 in Bödingen; † 7. Juli 1975 in Bonn) war ein deutscher katholischer Geistlicher.

## Leben
Nach dem Abitur 1902 am Gymnasium in Münstereifel studierte Walterscheid katholische Theologie in Bonn (1902–1904/1906–1907) und in Innsbruck (1904–1906) und klassische Philologie in Bonn (1910–1914). Nach der Priesterweihe 1908 war er von 1908 bis 1913 Rektor in Rosellen (Neuss). Von 1914 bis 1915 war er Feldgeistlicher im Ersten Weltkrieg. Nach der Lehramtsprüfung 1916 war er seit Ostern 1916 Religionslehrer am Königlichen Gymnasium in Bonn. Von 1951 bis 1965 war er Subsidiar in Schwarzrheindorf. Von 1952 bis 1960 war er Dozent am Katechetenseminar in Venusberg (Bonn). Er ist in Bödingen begraben.

## Schriften (Auswahl)
- Deutsche Heilige. Eine Geschichte des Reiches im Leben deutscher Heiliger. München 1934, OCLC 493853109.
- Glaube und Liebe. Ein Lebensbuch. Freiburg im Breisgau 1939, OCLC 1021047085.
- Das größte Gebot des Evangeliums. Eine Geschichte der christlichen Liebestätigkeit in Lebensbildern. Köln 1941, OCLC 1070714484.
- Das Leben Jesu. Nach den neutestamentlichen Apokryphen. Düsseldorf 1953, OCLC 1070103862.